# Кастельно-Маньоак
Кастельно́-Маньоа́к (фр. Castelnau-Magnoac, окс. Castèthnau de Manhoac) — коммуна во Франции, находится в регионе Юг — Пиренеи. Департамент — Верхние Пиренеи. Административный центр кантона Кастельно-Маньоак. Округ коммуны — Тарб.
Код INSEE коммуны — 65129.

## География

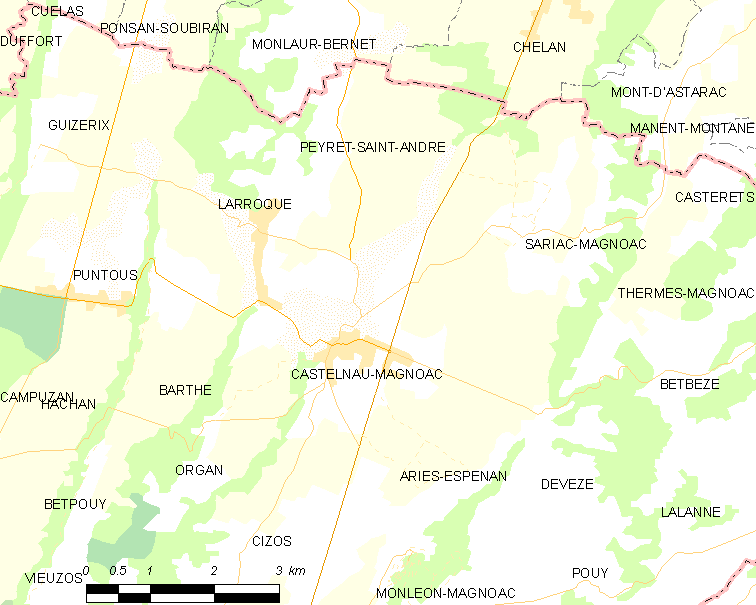
Карта коммуны

Коммуна расположена приблизительно в 640 км к югу от Парижа, в 85 км юго-западнее Тулузы, в 36 км к востоку от Тарба.
На западе коммуны протекает река Жез и расположено озеро Кастельно-Маньоак. 

## Климат
Климат умеренно-океанический с солнечной тёплой погодой и обильными осадками на протяжении практически всего года.

## Население
Население коммуны на 2010 год составляло 771 человек.
| 1962 | 1968 | 1975 | 1982 | 1990 | 1999 | 2010 |
| ---- | ---- | ---- | ---- | ---- | ---- | ---- |
| 1016 | 1024 | 924  | 886  | 797  | 751  | 771  |

## Администрация
| Период | Период | Фамилия       | Партия                   | Примечания               |
| ------ | ------ | ------------- | ------------------------ | ------------------------ |
| 2001   | 2020   | Бернар Вердье | Радикальная левая партия | член генерального совета |

## Экономика
В 2010 году среди 391 человека трудоспособного возраста (15-64 лет) 266 были экономически активными, 125 — неактивными (показатель активности — 68,0 %, в 1999 году было 69,7 %). Из 266 активных жителей работали 231 человек (110 мужчин и 121 женщина), безработных было 35 (20 мужчин и 15 женщин). Среди 125 неактивных 24 человек были учениками или студентами, 64 — пенсионерами, 37 были неактивными по другим причинам.

## Достопримечательности
- Коллегиальная церковь Успения Божьей Матери (XV век). Исторический памятник с 1977 года[4]
- Музей религиозного искусства

## Фотогалерея

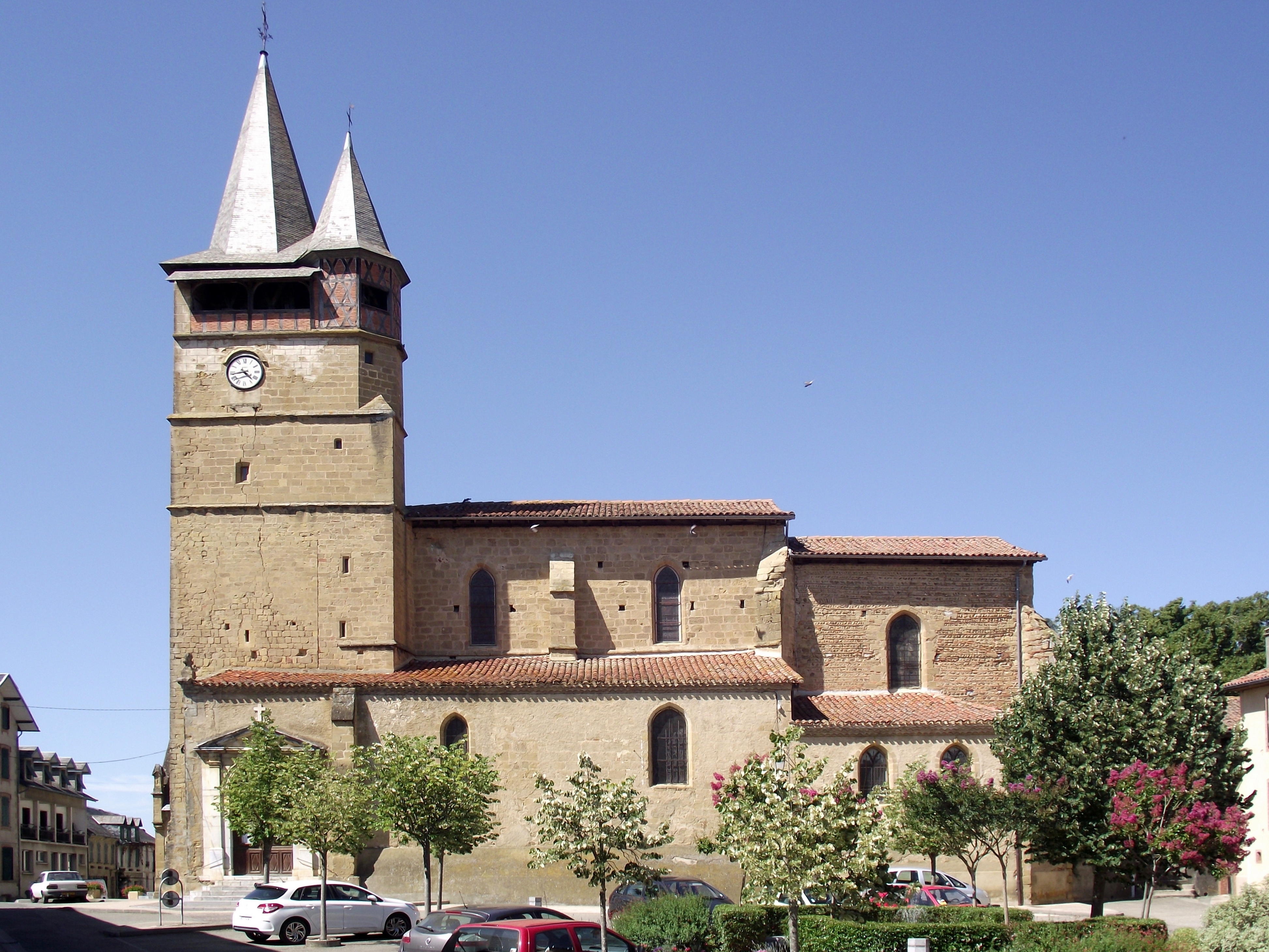
Церковь Успения Божьей Матери
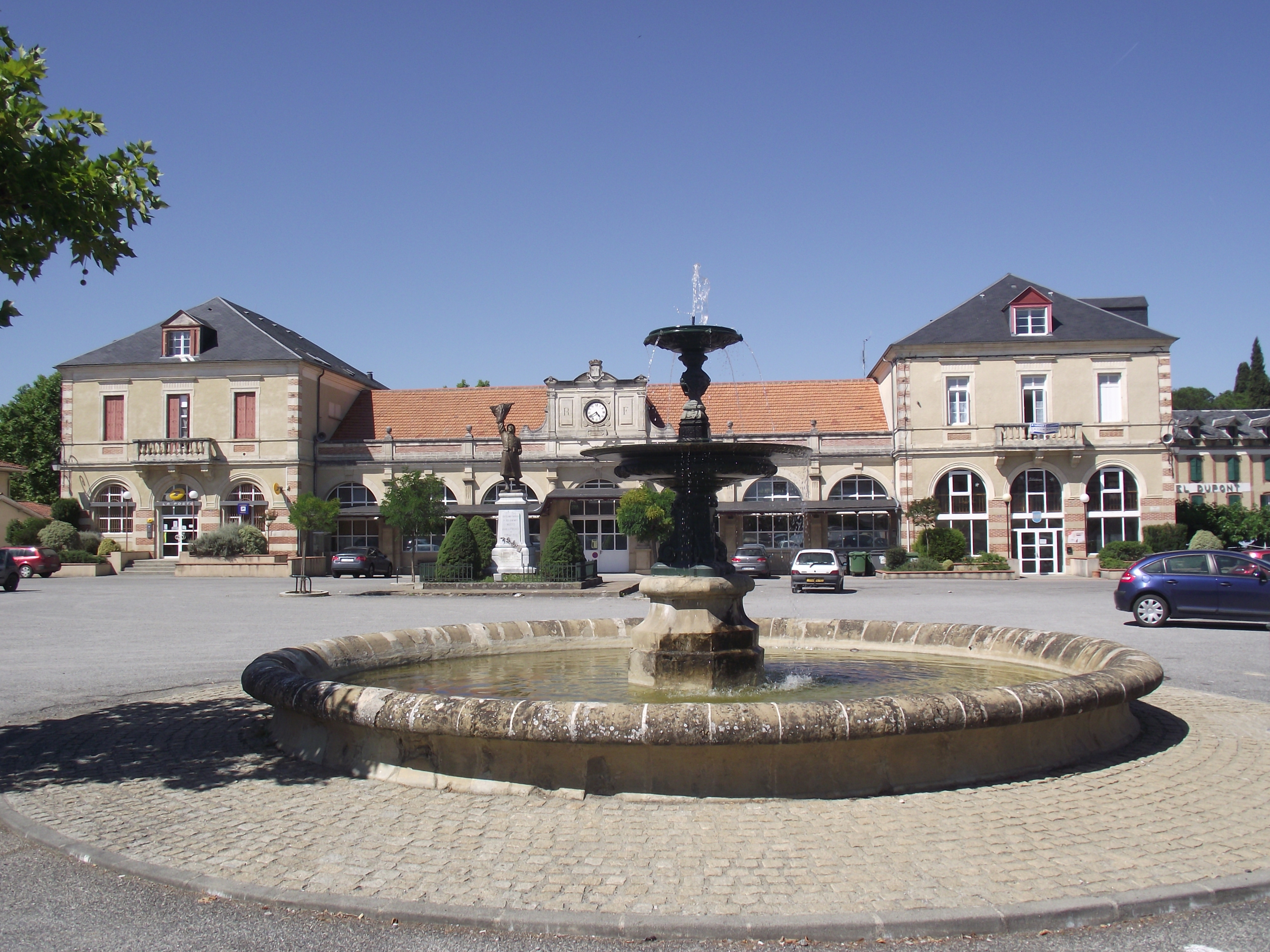
Фонтан
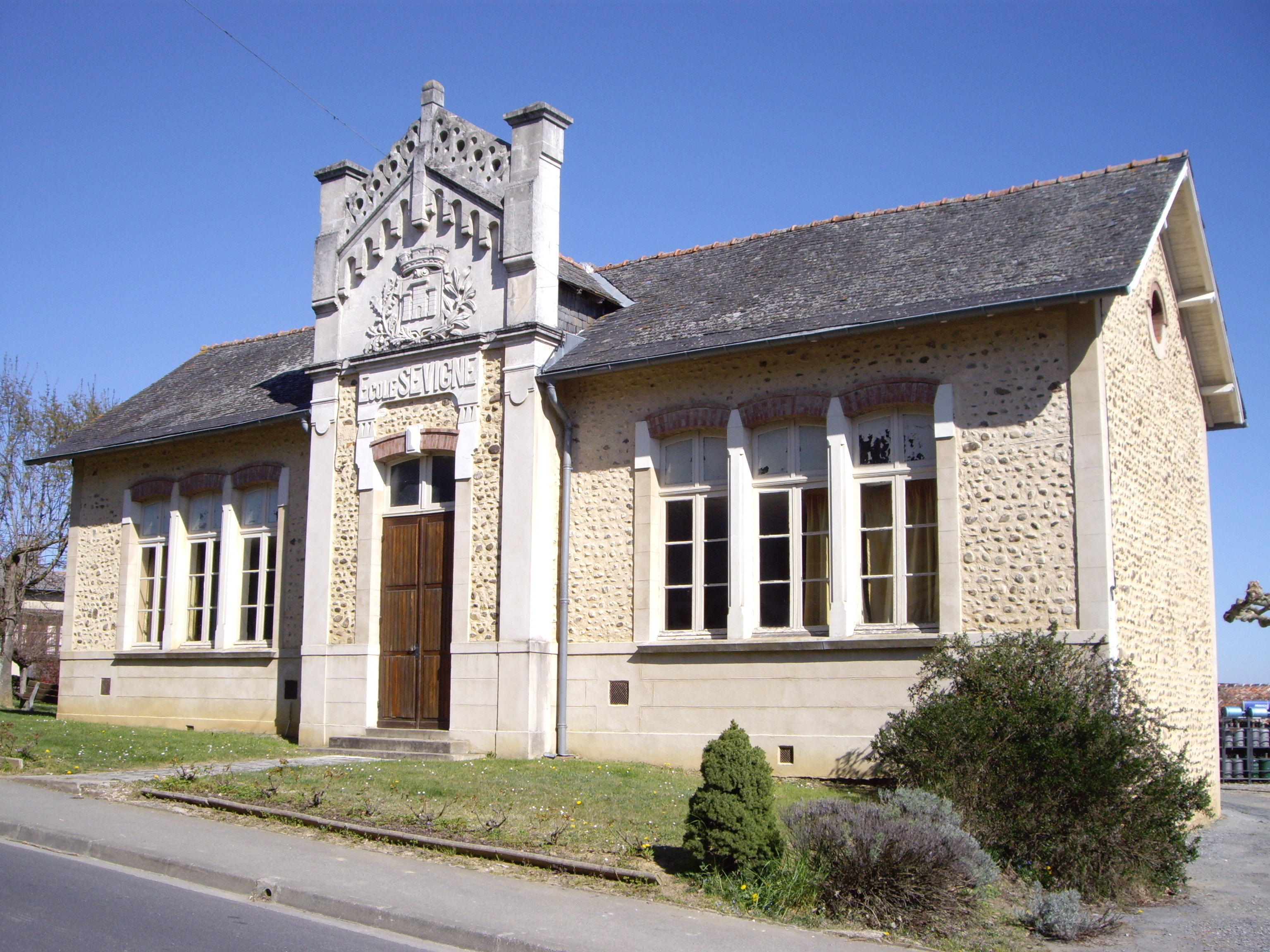
Школа Севинье
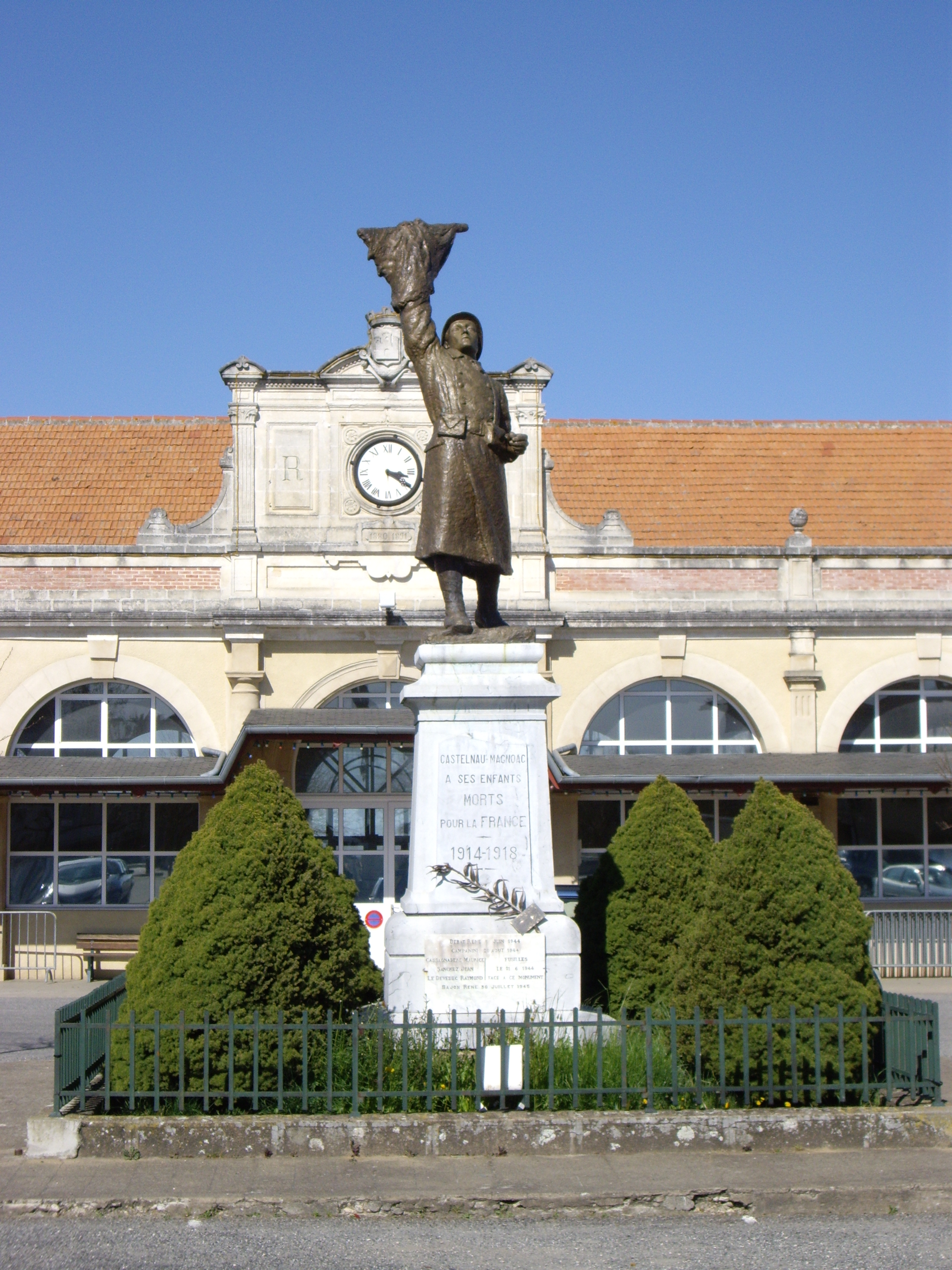
Военный мемориал
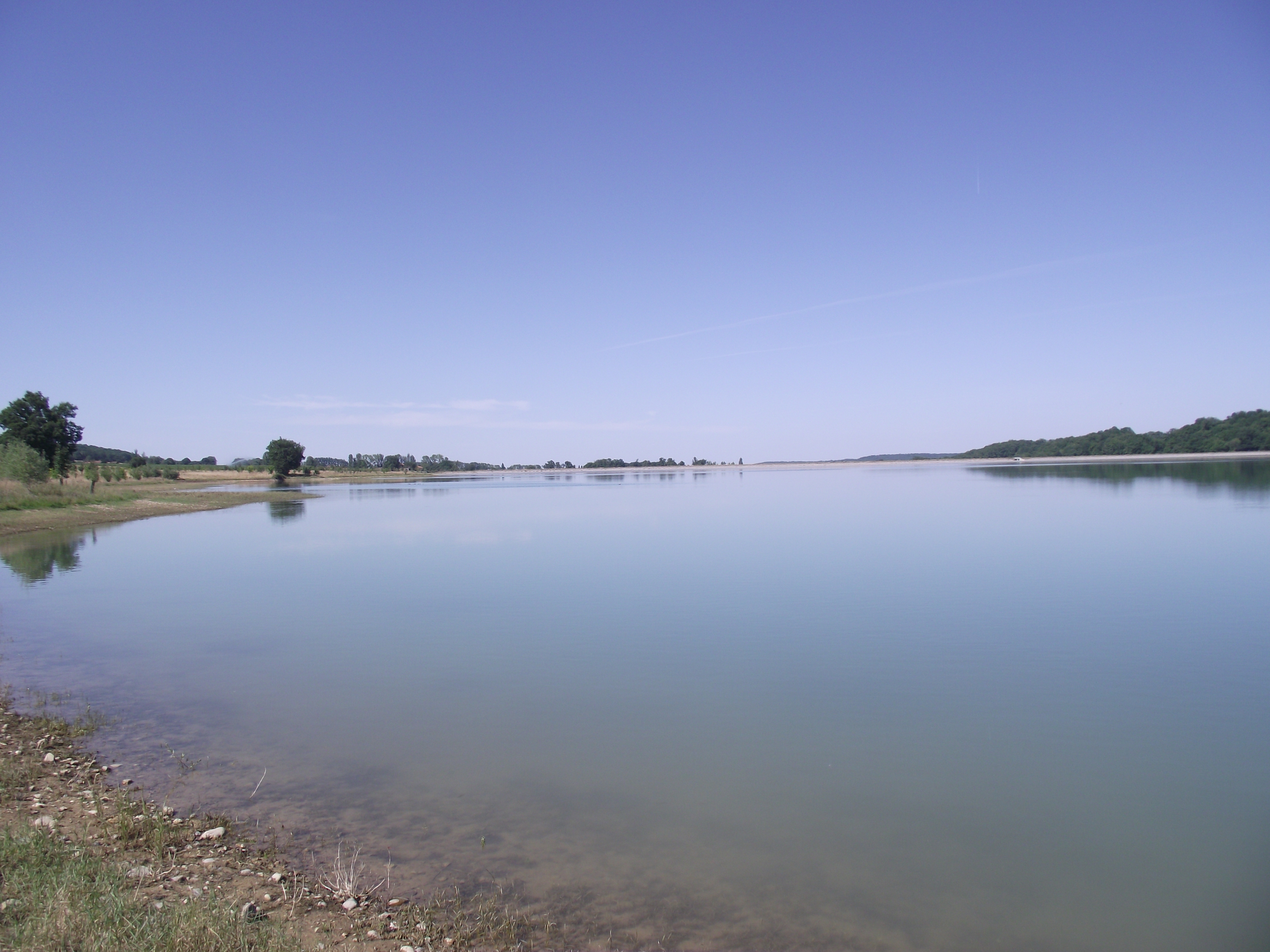
Озеро Кастельно-Маньоак